# George Chenier
George Chenier (auch George Chénier; * 14. Januar 1907 in Hull, Québec; † 16. November 1970 in Toronto, Ontario) war ein kanadischer Snookerspieler, der zwischen 1947 und 1970 durchgehend nordamerikanischer Meister war und 1950 für kurze Zeit auf der Profitour mitspielte. Zusätzlich trat er auch im Poolbillard in Erscheinung. Chenier wurde in die Hall of Fame des kanadischen Sports aufgenommen.

## Karriere
Geboren im Januar 1907 in Hull, Québec, (heutzutage Teil von Gatineau) erlernte Chenier das Snookerspiel Chenier als Jugendlicher in Ottawa. Als er einige Zeit später in Detroit als Page arbeitete, verbesserte sich sein Spiel, da er zwischen seinen Schichten einigen guten Spielern bei ihren Partien zuschauen konnte. Danach verließ er sich nach und nach größtenteils auf das Snookerspielen. Er zog dabei durch Nordamerika und machte unter anderem Station in Montreal, Vancouver und Victoria, kehrte jedoch regelmäßig in seine Lieblingsstadt Toronto zurück. Dies erklärte er damit, dass dort die besten Gegner seien. 1942 war er sowohl in Québec als auch in Manitoba amtierender Snooker-Meister. Mit einem 112er-Break stellte er zudem einen neuen Rekord für das höchste Break in Calgary auf.
Ab 1948 hielt Chenier den nordamerikanischen Meistertitel im Snooker. 1950 reiste er für acht Monate nach England, wo er ebenfalls in Snookerhallen und -clubs spielte. Er nahm in diesem Zeitraum auch an zwei professionellen Turnieren teil: beim News of the World Tournament konnte er trotz Siegen über John Pulman und Walter Donaldson nur einen der hinteren Plätze der Abschlusstabelle belegen, bei der Snookerweltmeisterschaft 1950 besiegte er Peter Mans und schied im Halbfinale gegen Fred Davis aus. Beim News of the World Tournament spielte Chenier ein 144er-Break, das zu diesem Zeitpunkt höchste professionelle Break im Snooker. Durch seine Spielweise habe Chenier laut Clive Everton, der auch 1949 in den Zeitraum der Reise mit aufnimmt, auf die damaligen Profispieler einen „dramatischen Einfluss“ gehabt.
1963 nahm er an der Poolbillard-Weltmeisterschaft teil und belegte den sechsten Platz unter zwölf Teilnehmern. Während des Turnieres gelang ihm eine perfekte Aufnahme mit 150 versenkten Bällen hintereinander in einem Spiel gegen Irving Crane. Drei Jahre später wollte Chenier bei einer neuerlichen Ausgabe in Las Vegas teilnehmen, erlitt aber kurz zuvor vermutlich einen Schlaganfall. Dieser beeinträchtigte seine Kondition und lähmte ihn teilweise. Danach brauchte er einige Zeit, um seine Gesundheit wieder etwas zu verbessern. Dennoch nahm er 1966/1967 als Kommentator an der Snooker-Fernsehserie Championship Snooker auf CBC Television teil. Immer noch gesundheitlich angeschlagen, verteidigte Chenier im April 1970 seinen nordamerikanischen Meistertitel im Snooker. Nur sieben Monate später verstarb Chenier im Alter von 63 Jahren in Toronto. Nach seinem Tod stieg Cliff Thorburn zu Kanadas und Nordamerikas führendem Snookerspieler auf.
Chenier wurde als erster Snookerspieler überhaupt in die Hall of Fame des kanadischen Sports aufgenommen. Die Aufnahme erfolgte posthum im Jahr 1971. Der kanadische Snooker-Verband bezeichnet ihn als einen der besten kanadischen Spieler aller Zeiten, die Canadian Encyclopedia als „hervorstechenden kanadischen Snookerspieler für eine Generation“.

## Spielweise
Chenier soll ein gutes Stellungsspiel gehabt haben und sich gut mit Trickshots ausgekannt haben. Solche habe er mit einer „beeindruckenden Darstellungsweise“ 1942 in Calgary gezeigt. Sein Spiel sei „einfach [und] anmutig“ gewesen, er habe auch „mühelos und endlos Bälle spielen können.“